# Любовь Труда
Любо́вь Труда́ — посёлок в Челно-Вершинском районе Самарской области в составе сельского поселения Сиделькино.

## География
Находится на расстоянии примерно в 8 километров по прямой на север от районного центра — села Челно-Вершины.

## Население
Постоянное население составляло 2 человека (русские 100%) в 2002 году, 0 в 2010 году. Посёлок имеет дачный характер.